# Sideroxylon obtusifolium
Sideroxylon obtusifolium là một loài thực vật có hoa trong họ Hồng xiêm. Loài này được (Roem. & Schult.) T.D.Penn. miêu tả khoa học đầu tiên năm 1990.

## Hình ảnh

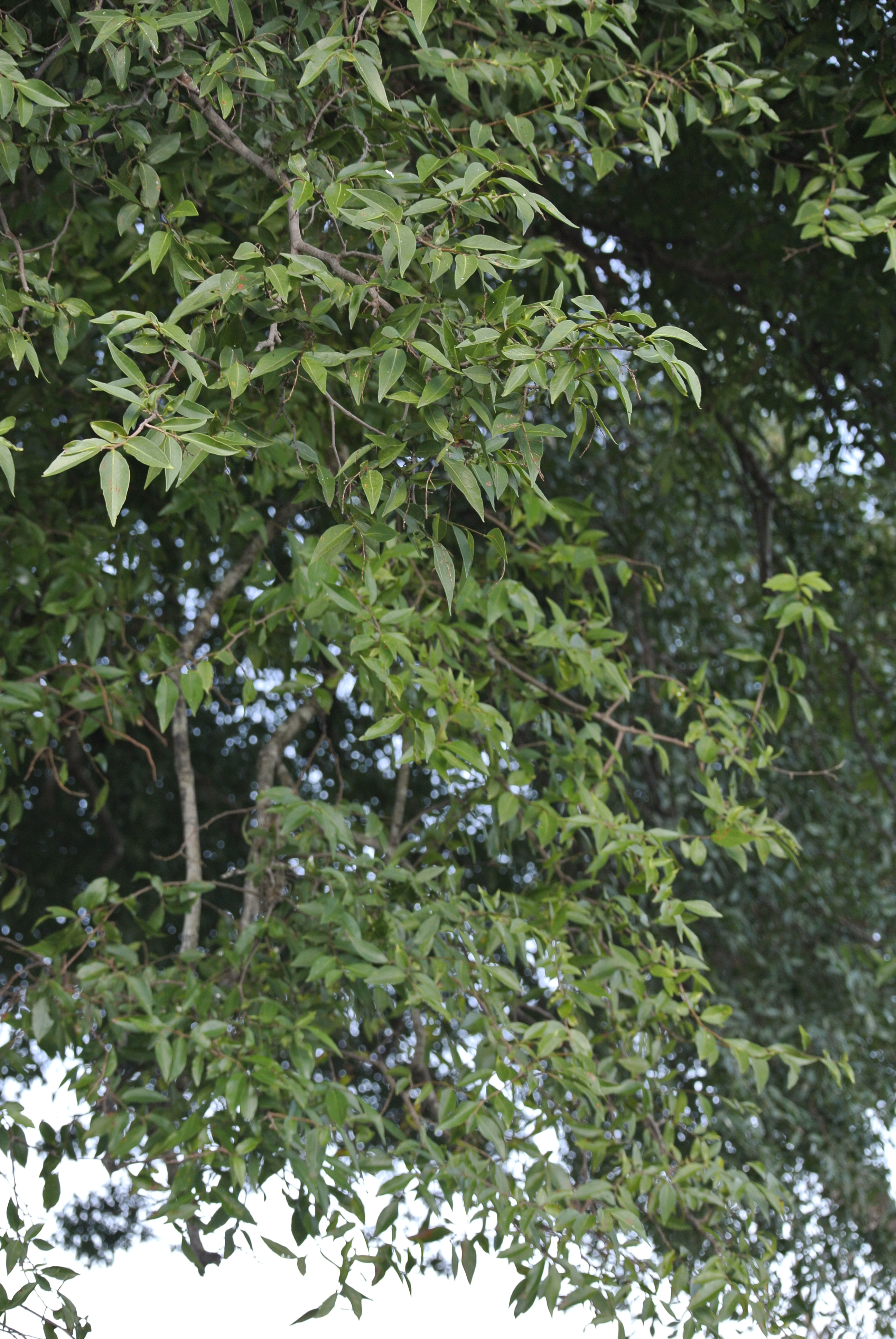